# Rivellia severini
Rivellia severini is een vliegensoort uit de familie van de Platystomatidae. De wetenschappelijke naam van de soort is voor het eerst geldig gepubliceerd in 1937 door Blanton.